# Аблова, Надежда Евгеньевна
Надежда Евгеньевна Аблова (бел. Надзея Яўгеньеўна Аблова, род. 18 апреля 1956, Минск) — советский и белорусский историк, доктор исторических наук (2005), профессор Белорусского государственного университета (2008).

## Биография
Родилась в семье служащих. Окончила исторический факультет БГУ им. В. И. Ленина в 1978 году. Училась в 1978—198_ годах в аспирантуре МГУ, в 1982 году защитила кандидатскую диссертацию «Политика России и Англии в Иране после Крымской войны. 1856—1881 гг.» (научный руководитель — Н. С. Киняпина).
В 1982—1994 годах — доцент кафедры истории России исторического факультета БГУ, научный секретарь и председатель Совета молодых учёных факультета. В 1988—1991 годах член Правления советской Ассоциации юных историков. В 1994—2000 годах — доцент кафедры международных отношений и заместитель декана по научной работе факультета международных отношений БГУ, научный секретарь Совета по защите диссертаций по специальности «История международных отношений и внешней политики».
В 2005 году защитила докторскую диссертацию «КВЖД и российская эмиграция в Китае: международные и политические аспекты истории (первая половина XX в.)», с того же года профессор кафедры политологии Института социально-гуманитарного образования Белорусского государственного экономического университета. С 2006 года — член Экспертного совета ВАК Республики Беларусь по историческим наукам. В научные интересы Абловой входят история русского зарубежья, проблемы развития международных отношений и внешней политики России, а также история дипломатии и политики.

## Избранные работы

### Книги
- Дальневосточная ветвь Русского зарубежья / Н. Е. Аблова. — Мн.: Республиканский институт высшей школы, 2007. — 218, [1] с. — ISBN 978-985-500-157-8.
- История КВЖД и российской эмиграции в Китае: Первая половина XX в. — Мн.: БГУ, 1999. — 315, [1] с. — ISBN 985-445-242-5.
- История КВЖД и российской эмиграции в Китае (первая половина XX в.). — Мн.: БГУ, 1999. — 316 с. — ISBN 985-445-242-5.
- КВЖД и российская эмиграция в Китае: международные и политические аспекты истории (первая половина XX в.) / Н. Е. Аблова; РАН, Ин-т Дальнего Востока. — М.: Русская панорама, 2005. — 430, [1] с., [8] л. ил. — (Серия «Страницы российской истории»). — ISBN 5-93165-119-5.

### Диссертации и авторефераты
- КВЖД и российская эмиграция в Китае: международные и политические аспекты истории (первая половина XX в.): автореф. дис. … доктора ист. наук: спец. 07.00.03 — Всеобщая история / Аблова Надежда Евгеньевна; РАН, Ин-т Дальнего Востока. — М., 2005. — 41 с.
- КВЖД и российская эмиграция в Китае: международные и политические аспекты истории (первая половина XX в.): дис. … доктора ист. наук: 07.00.03: Утверждена 19.04.06 / Аблова Надежда Евгеньевна. — М., 2005. — 555 л.

### Статьи
- Русско-иранские отношения в годы англо-иранской войны (1856—1857 гг.) // Вестник МГУ. Серия 8. — 1982. — № 2. — С.